# The Preacher's Wife: Original Soundtrack Album
The Preacher's Wife es la tercera banda sonora de la cantante Whitney Houston. Fue publicada el 26 de noviembre de 1996 para al película de su mismo nombre, The Preacher's Wife (en español: La mujer del predicador). El álbum vendió 8 millones de copias en todo el mundo.
El sencillo «I Believe in You and Me» fue nominado a los Grammy Awards.

## Lista de canciones
1. «I Believe in You and Me» – 4:03
2. «Step by Step» – 4:12
3. «Joy» – 3:16
4. «Hold On, Help Is on the Way» – 3:09
5. «I Go to the Rock» – 4:05
6. «I Love the Lord» – 4:57
7. «Somebody Bigger Than You and I» – 4:42
8. «You Were Loved» – 4:13
9. «My Heart Is Calling» – 4:15
10. «I Believe in You and Me» – 3:55
11. «Step by Step» - (Teddy Riley Remix) – 4:34
12. «Who Would Imagine a King» – 3:31
13. «He's All Over Me» – 3:53
14. «The Lord Is My Shepherd» – 4:24
15. «Joy to the World» – 4:41

- Datos: Q2735199